# 按钮式广告
按钮式广告是一种小面积的广告形式，这种广告形式被开发出来主要有两个原因，一方面是可以通过减小面积来降低购买成本，让小预算的广告主能够有能力进行购买．另一方面是更好的利用网页中比较小面积的零散空白位，按鈕廣告是從banner演變過來的一種形式，是表現為圖標的廣告，通常廣告主用其來宣傳其商標或品牌等特定標誌，常见的按钮式广告有125×125，120×90，120×60，88×31四种尺寸．在进行购买的时候，广告主也可以购买连续位置的几个按钮式广告组成双按钮广告，三按钮广告等，以加强宣传效果．按钮式广告一般容量比较小，常见的有JPEG、GIF、Flash三种格式。